# Звучна заднонебна носова съгласна
Звучната заднонебна носова съгласна е вид съгласен звук, използван в някои говорими езици. В Международната фонетична азбука той се отбелязва със символа ŋ. В българския, както и в много други езици, този звук е алофон на фонемата, обозначавана с „н“, пред съгласните „к“ и „г“.
Звучната заднонебна носова съгласна се използва в езици като английски (sing, [sɪŋ]), италиански (anche, [ˈaŋke]), френски (camping, [kɑ̃piŋ]), испански (domingo, [d̪o̞ˈmĩŋɡo̞]).